# Poiana Mare
Poiana Mare is een gemeente in Dolj. Poiana Mare ligt in de regio Oltenië, in het zuidwesten van Roemenië. Net buiten het dorp Poiana Mare bevindt zich een van de grootste psychiatrische ziekenhuizen van Roemenië. In 2006 woonden en verbleven ten minste 500 psychiatrische patiënten in een zestal gerenoveerde gebouwen. De behandeling en de verpleging van deze patiënten is nog steeds ver beneden Europees niveau. Een groot aantal westerse NGO's heeft getracht om verandering te brengen in deze situatie, tot op heden zonder resultaat. Een deel van de bevolking van Poiana Mare is afhankelijk van het psychiatrisch ziekenhuis als werkgever.
Afumaţi · Almăj · Amărăștii de Jos · Amărăștii de Sus · Apele Vii · Argetoaia · Bârca · Bistreț · Botoșești-Paia · Brabova · Brădești · Braloștița · Bratovoești · Breasta · Bucovăț · Bulzești · Călăraşi · Calopăr · Caraula · Cârcea · Cârna · Carpen · Castranova · Catane · Celaru · Cerăt · Cernătești · Cetate · Cioroiași · Ciupercenii Noi · Coșoveni · Coțofenii din Dos · Coțofenii din Față · Daneți · Desa · Dioști · Dobrești · Dobrotești · Drăgotești · Drănic · Fărcaș · Galicea Mare · Galiciuica · Gângiova · Ghercești · Ghidici · Ghindeni · Gighera · Giubega · Giurgița · Gogoșu · Goicea · Goiești · Grecești · Întorsura · Ișalnița · Izvoare · Leu · Lipovu · Măceșu de Jos · Măceșu de Sus · Maglavit · Malu Mare · Mârșani · Melinești · Mischii · Moțăței · Murgași · Negoi · Orodel · Ostroveni · Perișor · Pielești · Piscu Vechi · Plenița · Pleșoi · Podari · Poiana Mare · Predești · Radovan · Rast · Robănești · Rojiște · Sadova · Sălcuța · Scăești · Seaca de Câmp · Seaca de Pădure · Secu · Siliștea Crucii · Şimnicu de Sus · Sopot · Tălpaș · Teasc · Terpezița · Teslui · Ţuglui · Unirea · Urzicuța · Valea Stanciului · Vârtop · Vârvoru de Jos · Vela · Verbița